# Radioscarta surigaona
Radioscarta surigaona är en insektsart som beskrevs av Victor Lallemand 1923. Radioscarta surigaona ingår i släktet Radioscarta och familjen spottstritar. Inga underarter finns listade i Catalogue of Life.